# Кайана (Аляска)
Кайана (англ. Kiana, эским.: Katyaak или Katyaaq) — город в боро Нортуэст-Арктик, штат Аляска, США. Население по данным переписи 2010 года составляет 361 человек.

## География
По данным Бюро переписи населения США площадь населённого пункта составляет 0,6 км², из них суша составляет 0,6 км², а водные поверхности — 0 км². Расположен на берегу реки Кобук, в месте, где она принимает приток Сквирел, в 92 км к востоку от города Коцебу.

## Население
По данным переписи 2000 года население города составляло 388 человек. Расовый состав: коренные американцы — 92,53 %; белые — 6,70 %; азиаты — 0,26 %; представители двух и более рас — 0,52 %. Доля лиц в возрасте младше 18 лет — 44,6 %; лиц старше 65 лет — 6,4 %. Средний возраст населения — 22 года. На каждые 100 женщин приходится 136,6 мужчин; на каждые 100 женщин в возрасте старше 18 лет — 138,9 мужчин.
Из 97 домашних хозяйств в 46,4 % — воспитывали детей в возрасте до 18 лет, 45,4 % представляли собой совместно проживающие супружеские пары, 16,5 % — женщины без мужей, 19,6 % не имели семьи. 18,6 % от общего числа хозяйств на момент переписи жили самостоятельно, при этом 4,1 % составили одинокие пожилые люди в возрасте 65 лет и старше. В среднем домашнее хозяйство ведут 4,00 человек, а средний размер семьи — 4,45 человек.
Средний доход на совместное хозяйство — $39 688; средний доход на семью — $41 667.
Динамика численности населения города по годам:
| 1930 | 1940 | 1950 | 1960 | 1970 | 1980 | 1990 | 2000 | 2010 |
| ---- | ---- | ---- | ---- | ---- | ---- | ---- | ---- | ---- |
| 115  | 167  | 181  | 253  | 278  | 345  | 385  | 388  | 361  |

## Транспорт
В холодное время года, когда на реке Кобук устанавливается прочный лёд, прокладывается зимник, связывающий Кайану с Нурвиком и идущий далее до Коцебу. Летом местные жители используют для перемещения между деревнями моторные лодки. Для поездок по Кайане и окрестностям используются автомобили и снегоходы.
В любое время года активно используется авиация. Город обслуживается аэропортом Кайана. Авиакомпании Bering Air и Ravn Alaska осуществляют рейсы в Коцебу и некоторые другие населённые пункты. В период навигации в Кайану баржами завозится топливо и многие другие товары. 